# 世界がザワついた（秘）映像 ビートたけしの知らないニュース
『世界がザワついた㊙映像 ビートたけしの知らないニュース』→『ビートたけしの知らないニュース 超常現象Xファイルスペシャル』（せかいがザワついたまるひえいぞう ビートたけしのしらないニュース→ビートたけしのしらないニュース ちょうじょうげんしょうエックスファイルスペシャル）は、2013年からテレビ朝日系列で不定期に放送されているバラエティ番組かつ『ビートたけしのTVタックル』の派生番組（ビートたけしの冠番組）にあたる。

## 概要
インターネットで話題になっている衝撃映像・ニュースを芸能人がプレゼンを行う。
第1回はテレビ朝日開局55周年記念番組『55時間テレビ』で放送された『ビートたけしのTVタックル』特別編内で『たけしの知らないニュース2013』として放送された。
第2回から第16回までは現在のタイトルになり、スタジオセットは『ビートたけしのTVタックル (ネオバラエティ月曜枠)』のスタジオセットを使用。主に『日曜エンタ』枠（終了済）や『日曜プライム』枠（終了済）や日曜日のゴールデンタイムで放送されている。

## 出演者

### MC
- ビートたけし
- 阿川佐和子
- 青山愛（テレビ朝日アナウンサー〈当時〉、第12弾）
- 久富慶子（テレビ朝日アナウンサー、第13弾）
- 大下容子（テレビ朝日アナウンサー、第14弾）

## 放送リスト
| 回 | 放送日               | 放送時間                                | ゲスト | 備考                                                                             |
| -- | -------------------- | --------------------------------------- | --- | -------------------------------------------------------------------------------- |
| 1  | 2013年12月9日（月）  | 23:15 - 翌0:15                          | 大竹まこと、ケンドーコバヤシ、土田晃之、竹山隆範（カンニング）、森三中、オードリー、パンサー、三又又三 | 『ビートたけしのTVタックル』特別編『たけしの知らないニュース2013』として放送。   |
| 2  | 2014年7月13日（日）  | 20:58 - 23:10                           | 大竹まこと、若林正恭（オードリー）、ケンドーコバヤシ、山里亮太（南海キャンディーズ）、澤部佑（ハライチ）、平成ノブシコブシ、向井慧（パンサー）、杉村太蔵、小宮浩信（三四郎）、三又又三、中村アン、ダレノガレ明美                                                                                       | 『日曜エンターテインメント』枠で放送。                                           |
| 3  | 2014年11月9日（日）  | 20:58 - 23:10                           | ケンドーコバヤシ、濱口優（よゐこ）、土田晃之、竹山隆範（カンニング）、オードリー、ウエンツ瑛士、小宮浩信（三四郎）、大久保佳代子、プチ鹿島、蛭子能収、新川優愛、おのののか | 『日曜エンターテインメント』枠で放送。                                           |
| 4  | 2015年1月18日（日）  | 18:57 - 20:54                           | ケンドーコバヤシ、土田晃之、濱口優（よゐこ）、大久保佳代子、吉村崇（平成ノブシコブシ）、澤部佑（ハライチ）、飯尾和樹（ずん）、あばれる君、小宮浩信（三四郎）、プチ鹿島、上川隆也、DAIGO、森泉、おのののか                                                                                              |                                                                                  |
| 5  | 2015年5月24日（日）  | 19:58 - 23:10                           | ケンドーコバヤシ、ウエンツ瑛士、前園真聖、小籔千豊、DAIGO、吉村崇（平成ノブシコブシ）、飯尾和樹（ずん）、高橋茂雄（サバンナ）、博多華丸、斉藤慎二（ジャングルポケット）、小宮浩信（三四郎）、プチ鹿島、おのののか、橋本環奈、足立梨花、真矢、LUNA、ゆうたろう、三又又三                                | 『日曜エンターテインメント』枠で放送。                                           |
| 6  | 2015年6月21日（日）  | 18:57 - 20:54                           | ケンドーコバヤシ、ウエンツ瑛士、大久保佳代子、前園真聖、柄本時生、竹山隆範（カンニング）、有野晋哉（よゐこ）、ハリセンボン、飯尾和樹（ずん）、向井慧（パンサー）、鈴木ちなみ、足立梨花、小宮浩信（三四郎）、プチ鹿島、クリス松村                                                                       |                                                                                  |
| 7  | 2015年9月27日（日）  | 18:57 - 20:54                           | ケンドーコバヤシ、千原ジュニア、おかずクラブ、武井壮、竹山隆範（カンニング）、陣内智則、友近、川口力哉、青木愛、山本彩（NMB48）、小宮浩信（三四郎）、プチ鹿島 |                                                                                  |
| 8  | 2016年1月3日（日）   | 18:00 - 21:00                           | あばれる君、飯尾和樹（ずん）、ウエンツ瑛士、大久保佳代子、かんちゃま、竹山隆範（カンニング）、劇団ひとり、ケンドーコバヤシ、小島よしお、小宮浩信（三四郎）、ザ・たっち、澤部佑（ハライチ）、鈴木ちなみ、武井壮、檀れい、濱口優（よゐこ）、前園真聖、マギー、若林正恭（オードリー）                     |                                                                                  |
| 9  | 2016年5月8日（日）   | 20:58 - 23:10                           | 飯尾和樹（ずん）、ウエンツ瑛士、大久保佳代子、オードリー、竹山隆範（カンニング）、劇団ひとり、小宮浩信（三四郎）、庄司智春（品川庄司）、武井壮、平愛梨、高梨臨、濱口優（よゐこ）、平井“ファラオ”光（馬鹿よ貴方は）、吉村崇（平成ノブシコブシ）                                                         | 『日曜エンターテインメント』枠で放送。                                           |
| 10 | 2016年10月9日（日）  | 18:57 - 20:54                           | 飯尾和樹（ずん）、ウエンツ瑛士、竹山隆範（カンニング）、劇団ひとり、陣内智則、高橋茂雄（サバンナ）、濱口優（よゐこ）、パンサー、平井”ファラオ”光（馬鹿よ貴方は）、朝比奈彩、おのののか、米良美一、柳ゆり菜                                                                                             |                                                                                  |
| 11 | 2017年1月3日（火）   | 18:00 - 21:00                           | 飯尾和樹（ずん）、ロッチ、大久保佳代子、前園真聖、水野美紀、小島よしお、三浦友和、高橋茂雄（サバンナ）、劇団ひとり、ケンドーコバヤシ、竹山隆範（カンニング）、ウエンツ瑛士、武井壮、三四郎、岡田結実、平井”ファラオ”光（馬鹿よ貴方は）                                                                 |                                                                                  |
| 12 | 2017年5月7日（日）   | 18:57 - 20:54                           | スペシャルゲスト：石坂浩二 赤江珠緒、健太郎、萬田久子 / 飯尾和樹（ずん）、カズレーザー（メイプル超合金）、ケンドーコバヤシ、小宮浩信（三四郎）、陣内智則、田中直樹（ココリコ）、博多華丸・大吉、平井“ファラオ”光（馬鹿よ貴方は）、前園真聖、吉村崇（平成ノブシコブシ）                                 | 副題は「石坂浩二も知らないSP」。                                                 |
| 13 | 2017年9月24日 (日)   | 18:57 - 20:54                           | 松下奈緒、劇団ひとり、ケンドーコバヤシ、小宮浩信（三四郎）、澤部佑（ハライチ）、武井壮、田中直樹（ココリコ）、千鳥、濱口優（よゐこ）、平井“ファラオ”光（馬鹿よ貴方は）、平野ノラ、ブルゾンちえみ with B、吉村崇（平成ノブシコブシ）、小島瑠璃子                                                        |                                                                                  |
| 14 | 2017年10月29日 (日)  | 18:57 - 20:54                           | 高岡早紀、かたせ梨乃、髙橋ひかる、飯尾和樹（ずん）、カズレーザー（メイプル超合金）、竹山隆範（カンニング）、劇団ひとり、小宮浩信（三四郎）、斉藤慎二（ジャングルポケット）、高橋茂雄（サバンナ）、武井壮、平井”ファラオ”光（馬鹿よ貴方は）、平野ノラ、吉村崇（平成ノブシコブシ）                       |                                                                                  |
| 15 | 2018年1月10日 (水)   | 19:00 - 20:54                           | 片平なぎさ、Dream Ami、飯尾和樹（ずん）、カズレーザー（メイプル超合金）、劇団ひとり、ケンドーコバヤシ、小峠英二（バイきんぐ）、小宮浩信（三四郎）、斉藤慎二（ジャングルポケット）、田中直樹（ココリコ）、千鳥、中岡創一（ロッチ）、ハリセンボン、平井”ファラオ”光（馬鹿よ貴方は）、平野ノラ（VTR出演） |                                                                                  |
| 16 | 2018年5月20日 (日）  | 第1部…19:58 - 20:50 第2部…20:53 - 23:05 | 高田純次、鈴木砂羽、村上佳菜子、ウエンツ瑛士、カミナリ、竹山隆範（カンニング）、ケンドーコバヤシ、小峠英二（バイきんぐ）、小宮浩信（三四郎）、庄司智春（品川庄司）、高橋茂雄（サバンナ）、濱口優（よゐこ）、平井”ファラオ”光（馬鹿よ貴方は）、横澤夏子                                                 | 『日曜プライム』枠で拡大版として放送。                                           |
| 17 | 2020年1月3日（金）   | 18:00 - 21:00                           | 石野真子、江口ともみ、大竹まこと、桐谷健太、劇団ひとり、澤部佑（ハライチ）、橋本環奈 | 『ビートたけしの知らないニュース 超常現象Xファイルスペシャル』として放送。       |
| 18 | 2020年12月27日（日） | 18:30 - 20:56                           | | 同じく『ビートたけしの知らないニュース 超常現象Xファイルスペシャル』として放送。 |

## スタッフ

### 第12回（2017年5月7日）時点
- ナレーション：服部潤、戸松遥
- 構成：そーたに、八代丈寛、渡邉賢史、竹村武司
- TM：福元昭彦（テレビ朝日）
- TD：時田将光
- カメラ：栗林克夫
- VE：山田由香
- MIX：林田群士
- VTR：柳沢満
- 照明：宮内貴生
- 美術：井磧伸介
- デザイン：加藤由紀子
- 美術進行：野口香織、亀井直子
- 大道具：中沢誠
- 小道具：宮本恵美子
- 電飾：三木貴司
- モニター：下拓也
- メイク：川口カツラ店
- 編集：岩品博之
- MA：小田嶋広貴
- TK：高橋由佳
- CG：ドラゴンプーピクチャーズ
- 選曲効果：久坂恵紹、井上将
- 編成：田中真由子・篠宮康希（2人共テレビ朝日）
- 宣伝：堀場技綾子（テレビ朝日）
- デスク：原利加子（テレビ朝日）
- 協力：オフィス北野、インターオフィス、テレビ朝日クリエイト、テイクシステムズ、共立ライティング、麻布プラザ、戯音工房
- リサーチ：ごとうみほ（第1 - 7回では「後藤美穂」表記）、横峯誠悟、ライターズ・オフィス
- 制作進行：石田直央（第7回ではAP）
- AP：宮崎浩子
- AD：佐藤武人、二宮啓、渡辺啓
- ディレクター：須田基之、近藤創、藤代賢二、本間和美、木村亮、渡辺康史、峰尾圭一、中島義天、板倉雄一、作道智子
- 演出：川口達也（ドラゴンエンタテインメント）
- プロデューサー：加藤佳子（テレビ朝日）、纐纈勇人・平出さとし（2人共ドラゴンエンタテインメント）
- プロデューサー・総合演出：松本能幸（テレビ朝日）
- ゼネラルプロデューサー：寺田伸也（テレビ朝日）
- 制作協力：ドラゴンエンタテインメント
- 制作著作：テレビ朝日

### 過去のスタッフ
- 構成：大船知充
- カメラ：藤原朋巳
- 音声：志村剛
- VTR：橋口司
- クレーン：光安貴行
- 電飾：青羽亮
- 編集：佐々木智司
- 編成：須藤なぎさ（テレビ朝日）
- WEB：織田笑里（テレビ朝日）
- 宣伝：吉原智美（テレビ朝日）
- AP：湯田坂由美（ドラゴンエンタテインメント）
- ディレクター：大城浩一郎、高澤慶一
- プロデューサー：辻村たろう
- 制作協力：NET WEB